# Jean Reverchon
Jean Reverchon fue un deportista francés que compitió en remo. Ganó una medalla de plata en el Campeonato Europeo de Remo de 1903, en la prueba de cuatro con timonel.

## Palmarés internacional
| Campeonato Europeo | Campeonato Europeo | Campeonato Europeo | Campeonato Europeo |
| Año                | Lugar              | Medalla            | Prueba             |
| ------------------ | ------------------ | ------------------ | ------------------ |
| 1903               | Venecia (Italia)   | Medalla de plata   | Cuatro con timonel |